# Новый национализм (Теодор Рузвельт)
Новый национализм в истории США (англ. New Nationalism) — политическая программа Теодора Рузвельта, сторонника активного федерального вмешательства для содействия социальной справедливости и экономическому благосостоянию обездоленных. Рузвельт использовал фразу «Новый национализм» в речи 31 августа 1910 года, произнесенной в ходе его предвыборной поездки по Соединенным Штатам в городке Осаватоми (штат Канзас), в которой он попытался примирить либеральное и консервативное крыло Республиканской партии. Потерпев неудачу, он стал прогрессистом и продолжал пропагандировать свои идеи в качестве кандидата в президенты от этой партии на выборах в ноябре 1912 года. Его программа предусматривала значительное увеличение федеральной власти для регулирования промышленности между штатами и широкую программу социальных реформ, призванную поставить права человека выше прав собственности. Когда голоса республиканцев разделились, Рузвельт и его «Новый национализм» потерпели поражение перед кандидатом от Демократической партии Вудро Вильсоном и его «Новой свободой» (англ. The New Freedom).

## Контекст:Эра прогрессивизма(1890-е — 1920-е годы)
В предыдущую эпоху — «Позолоченный век» — наблюдался большой экономический рост, но в то же время возник ряд общественных проблем, включая высокое неравенство доходов, загрязненные города и борьбу за существование среди бедных слоев населения страны на фоне отсутствия системы социального обеспечения. На национальном политическом уровне президент Теодор Рузвельт возглавил реформы, призванные расширить государственное регулирование экономики. Он способствовал принятию Закона Хепберна, который уполномочил Комиссию по торговле между штатами устанавливать тарифы, взимаемые железными дорогами со своих клиентов-грузоперевозчиков, и Закона о контроле качества мясных продуктов. Рузвельт добился от Конгресса создания Министерства торговли и труда, наделенного регулирующими полномочиями в отношении крупных корпораций, и принятия закона, ускоряющего судебное преследование в соответствии с антитрестовским Законом Шермана. Например, Министерство юстиции Рузвельта в соответствии с антитрестовским законодательством подало иск против компаний Northern Securities и Standard Oil, развалив их и разделив на более мелкие предприятия.
Рузвельта на президентском посту сменил Тафт, его давний друг, однако, несмотря на то, что Тафт продолжал прогрессивистскую политику, дружба между ними испортилась и Рузвельт почувствовал, что Тафт не был эффективным президентом. Тедди Рузвельт был ещё молод по политическим меркам и невероятно активен, его идеи о правительстве и обществе после президентства он изложит в речи 1910 года, которая послужит предвестником очередного выдвижения.

## Теоретические основы «Нового национализма»
Теоретической основой реформистской политики T. Рузвельта, получившей название программы «Нового национализма», стали воззрения, которые в наиболее законченной форме были изложены Гербертом Кроули в книге «Перспективы американской жизни» (1909). Реформистская концепция Г. Кроули исходила из того, что в новых условиях господства гигантских трестов, поставивших под угрозу традиционную систему политических институтов и поддержание социального мира в стране, необходимо решительно отказаться от главного догмата классического либерализма — концепции «пассивного государства» — и предоставить государству роль основного регулятора жизни общества.

## Краткое содержание речи и ключевые идеи «Нового национализма» Рузвельта
Основная тема речи Рузвельта заключается в том, что, по его мнению, экономическая система должна быть построена таким образом, чтобы каждый человек имел возможность добиться успеха и проявить себя с лучшей стороны. Рузвельт также считает, что успех отдельных людей приведет к национальной и даже общечеловеческой ответственности за максимальное использование их потенциала не только для себя, но и для страны.
Тедди Рузвельт переходит к краткому обсуждению истории США и борьбы за воплощение в жизнь идеалов Декларации независимости, ссылаясь на Гражданскую войну. Он упоминает Гражданскую войну как великий поворотный момент, но затем переходит к борьбе в его период между капиталом, который предстает в виде богатых лидеров корпораций и менеджмента против труда — рабочих и мелких семейных фермеров, борющихся за существование. На протяжении всей речи Рузвельт обсуждает влияние «особых интересов» (корпорации и богатые люди) в политике. Он утверждает, что идет борьба свободных людей за право на самоуправление против особых интересов, которые извращают его и превращают методы свободного правительства в механизмы для поражения народной воли.
Затем Тедди переходит к изложению своей «Квадратной сделки», которая заключается в сохранении природных ресурсов, контроле над корпорациями и защите прав потребителей. Он говорит, что правительство должно изменить правила экономики в обществе, чтобы было больше равенства возможностей для всех граждан. Изгнание особых интересов из политики, по мнению Рузвельта, должно произойти, как и необходимо запретить любые расходы на политические кампании корпораций.
Хотя Рузвельт ясно дает понять, что он не считает, что правительство должно взять на себя управление бизнесом, он утверждает, что правительство должно иметь мощную контролирующую роль над корпорациями.
Обсуждая проблемы неравенства доходов, Тедди не осуждает тех, кто богат, но выступает за введение градуированного подоходного налога. Цикл финансовых паник и глубоких рецессий, казалось, регулярно прокатывался по стране. Рузвельт хотел бы, чтобы это было исследовано и чтобы были реализованы реформы, призванные положить конец этому циклу.
Хотя это и не является отличительной чертой речи, Рузвельт кратко обсуждает внешнюю политику, он придерживается своей прежней позиции, которая заключается в необходимости для США укреплять свои вооруженные силы и действовать в качестве международного полицейского, когда это необходимо.
Другая давняя любимая тема Рузвельта — охрана природы, которая, по его мнению, невероятно важна, а ресурсы страны принадлежат народу, и они не для того, чтобы корпорации их эксплуатировали и уничтожали.
Наконец Рузвельт излагает некоторые конкретные меры, включая ограничение рабочего времени, регулирование детского и женского труда, создание общих школ, принятие законов о санитарных нормах на рабочем месте и внедрение стандартов безопасности и качества для продуктов.

## Значение концепции
Реформы, проведенные в период Прогрессивной эры, способствовали некоторому ограничению монополистической практики; были проведены также меры по введению элементарных норм трудового законодательства и по демократизации избирательной системы. Если во внутренней жизни страны воплощаемые Рузвельтом идеи нового либерализма вернули веру человека в личную свободу, когда федеральное правительство выступило регулирующим механизмом экономической и социальной жизни страны, то в глобальном масштабе Америка как государство добивалась признания своей роли одновременно как регулирующего механизма в конфликтах других стран и как мировой державы. «Новый национализм», воплощенный Теодором Рузвельтом, с одной стороны, олицетворял реформирование и национализацию жизни внутри страны, а с другой, обозначил продвижение и укрепление военного и мирового присутствия США.